# コンパクト化 (物理学)
理論物理学においてコンパクト化とは、時空間次元の1つに関して理論を変化させることを意味する。この次元の長さが無限である理論を持つ代わりに、この次元が有限の長さを持ち、周期的であるように理論を変えるのである。
コンパクト化は、時間をコンパクト化する熱的場の理論、理論の余分な次元をコンパクト化する超ひも理論、通常の3次元空間を制限し2次元または1次元の系を考える固体物理学において重要な役割を果たす。

コンパクト化される次元の大きさが 0 となる極限で、この余剰次元に依存する場は存在せず、理論は次元簡約(Dimensional reduction)される。

空間 は 上でコンパクト化することができ、カルツァ＝クラインの分解により、M 上の有効場の理論を得る。

## フラックスコンパクト化
フラックスコンパクト化(flux compactification)は、弦理論で要求される追加された次元を扱う特別な方法である。フラックスコンパクト化では、内部多様体の形は、0 ではない値を持つフラックスを持つカラビ・ヤウ多様体か一般カラビ・ヤウ多様体である。フラックスとは、電磁場の概念を一般化した微分形式を参照）である（p-形式電磁気学）。
弦理論の人間原理のランドスケープ(anthropic landscape)は、非常に大きな数の可能性から帰結する。その中でフラックスを特徴付ける整数は弦理論のルールを破ることなしに選択される。フラックスコンパクト化はF-理論(F-theory)の真空、あるいは、D-ブレーンがあるときないときのタイプIIB超弦理論の真空として記述することができる。

## 弦理論におけるコンパクト化
弦理論では、コンパクト化はカルツァ＝クライン理論の一般化である。この理論は、4次元として観測される時限に基づく我々の宇宙の概念と、10、11、あるいは 26 という宇宙が作られている次元は理論的な式から導出された次元とのギャップを埋め合わせようとする理論である。このために、この理論では、余剰次元は、自分自身に「巻きついたり」、カラビ・ヤウ空間や軌道体(orbifold)に巻きついたりしていることを前提とする。コンパクト化される方法が指し示しているフラックス(flux)のモデルは、フラックスコンパクト化として知られている。弦の分裂と結合を確率を決定する弦理論の結合定数は、ディラトンと呼ばれる場により記述することができる。このことは、余剰次元（11次元目）のサイズはコンパクトであるとして記述することを意味する。このようにして、10次元のタイプIIA超弦理論は、11次元のM-理論のコンパクト化として記述できる。さらに弦理論の様々なバージョンは、T-双対として知られる過程を通して、異なるコンパクト化により関連付いている。
この脈絡でのコンパクト化の意味のさらに詳細な定式化は、ミステリアスな双対性のような発見により、推進されている。

## 参照項目
- 次元簡約（英語版）(Dimensional reduction)
- カルツァ・クライン理論(Kaluza–Klein theory)